# معركة كالياكرا (1912)
معركة كالياكرا ، والمعروفة أيضا باسم هجوم درازكا (بالبلغارية: Атаката на Дръзки) ، كان اشتباكا بحريًا خلال حرب البلقان الاولي وذلك بين أربعة قوارب طوربيد بلغارية والطراد العثماني حميدية في البحر الأسود، ووقع ذلك في 21 نوفمبر 1912 على بعد 32 ميلًا قبالة ميناء فارنا الرئيسي في بلغاريا.

خلال حرب البلقان الأولى، كانت إمدادات الدولة العثمانية مهددة بشكل خطير بعد المعارك في كيرك كيليس ولولي بورغاس والطريق البحري من ميناء كونستانتسا الروماني إلى إسطنبول أصبح حيويًا للعثمانيين، كما فرضت البحرية العثمانية حصارًا على الساحل البلغاري، وفي 15 أكتوبر، هدد قائد الطراد حميدية بتدمير فارنا وبالشيك، ما لم تستسلم البلدتان.
في 21 نوفمبر، تعرضت قافلة عثمانية لهجوم من قبل أربعة قوارب طوربيد بلغارية وهما درازي (بولد) وليتاشتي (فلاينج) وسميلي (برايف) وستروجي (ستراكت). قاد الهجوم الزورق ليتاشتي ، التي فقدت طوربيداتها دون أي أضرار بالطراد العثماني، وكذلك كان الحال مع زورقان اخران للبلغاريين كما تضرر زورق بلغاري من قبل مدفع الطراد العثماني عيار 150   مم وأصيب أحد أفراد طاقمها بجروح، ومع ذلك، حصل الزورق البلغاري درازي بفرصة من على بعد 100 متر من الطراد العثماني وضرب طوربيداته علي الجانب الأيمن من الطراد، مما تسبب في خرق بمساحة 10 متر مربع.   
ومع تلك الأضرار، لم تغرق حميدية ، بسبب طاقمها المدربين تدريباً جيداً، وحواجزها الأمامية القوية، كما استخدمت جميع مضخاتها المائية، ولكن قتل 8 من أفراد طاقم الطراد حميدية وأصيب 30 آخرون، وتم إصلاحه لاحقا في غضون أشهر.
بعد هذا اللقاء، تم تخفيف الحصار العثماني على الساحل البلغاري.